# Валерий Флориан
Валерий Флориан (лат. Valerius Florianus) — политический деятель Раннего Средневековья (V век).
Vir clarissimus et illustris. До того как ему был присвоен титул Vir illustris, был Comes domesticorum (при Теодорихе Великом эта должность была условием для присвоения титула).
Также был Comes sacrarum largitionum и префектом Рима (по-видимому, при Теодорихе Великом и Анастасии I). Находясь в должности префекта города, осуществил починку курии.
Предположительно идентифицируется с Vir spectabilis Флорианом.
Также возможно, что Валерий Флориан — сын comites sacrarum lagitionum 447 года Флориана.